# Karl Groß
Karl Ferdinand Groß (ur. 30 stycznia 1884 w Mannheimie, zm. 14 lipca 1941 w Ludwigshafen am Rhein) – niemiecki zapaśnik walczący w stylu klasycznym. Olimpijczyk ze Sztokholmu 1912, gdzie zajął dwudzieste miejsce w wadze półciężkiej.
Brązowy medalista mistrzostw świata w 1911; siódmy w 1910 roku.

## Letnie Igrzyska Olimpijskie 1912
| Konkurencja            | Rundy eliminacyjne   | Rundy eliminacyjne    | Klas. końcowa |
| Konkurencja            | Przeciwnik I         | Przeciwnik II         | Miejsce       |
| ---------------------- | -------------------- | --------------------- | ------------- |
| 82,5 kg styl klasyczny | Ivar Böhling (FIN) P | Anders Rajala (FIN) P | 20.           |